# Willie Quiñones
Willie Quiñones, né le 22 février 1956, à Bayamón, à Porto Rico, est un ancien joueur portoricain de basket-ball. Il évolue durant sa carrière au poste d'ailier.

## Palmarès
- Vainqueur du championnat des Amériques 1980
- Finaliste des Jeux panaméricains 1979